# Hysteropterum abruptum
Hysteropterum abruptum är en insektsart som beskrevs av De Bergevin 1920. Hysteropterum abruptum ingår i släktet Hysteropterum och familjen sköldstritar. Inga underarter finns listade i Catalogue of Life.